# Tibouchina clidemioides
Tibouchina clidemioides är en tvåhjärtbladig växtart som först beskrevs av Otto Karl Berg och José Jéronimo Triana, och fick sitt nu gällande namn av Célestin Alfred Cogniaux. Tibouchina clidemioides ingår i släktet Tibouchina och familjen Melastomataceae. Inga underarter finns listade i Catalogue of Life.